# Liste der Biografien/Luu
Liste der Biografien |
Portal Biografien |
Personensuche
# |
A |
B |
C |
D |
E |
F |
G |
H |
I |
J |
K |
L |
M |
N |
O |
P |
Q |
R |
S |
T |
U |
V |
W |
X |
Y |
Z |
?
 
La |
Lb |
Lc |
Le |
Lg |
Lh |
Li |
Lj |
Ll |
Lm |
Lo |
Lp |
Lt |
Lu |
Lv |
Lw |
Lx |
Ly |
Lz
 
Lua |
Lub |
Luc |
Lud |
Lue |
Luf |
Lug |
Luh |
Lui |
Luj |
Luk |
Lul |
Lum |
Lun |
Luo |
Lup |
Luq |
Lur |
Lus |
Lut |
Luu |
Luv |
Luw |
Lux |
Luy |
Luz
Die Liste der Biografien führt alle Personen auf, die in der deutschsprachigen Wikipedia einen Artikel haben. Dieses ist eine Teilliste mit 18 Einträgen von Personen, deren Namen mit den Buchstaben „Luu“ beginnt.

## Luu
- Lưu, Huỳnh, vietnamesischer Filmregisseur
- Luu, Jacklyn (* 1999), US-amerikanische Synchronschwimmerin
- Luu, Jane (* 1963), vietnamesisch-US-amerikanische Astronomin
- Lưu, Kim Phụng (* 1996), vietnamesische Leichtathletin
- Lưu, Quần (* 1925), südvietnamesischer Radrennfahrer
- Luu, Que Du (* 1973), deutsche Autorin
- Luu, Thang, vietnamesischer Pokerspieler

### Luud
- Luude, australischer Musiker der Elektronischen Tanzmusik

### Luuk
- Luuk, Dagmar (* 1940), deutsche Politikerin (SPD), MdA
- Luuk, Lilli (* 1976), estnische Schriftstellerin
- Luukka, Eemil (1892–1970), finnischer Politiker, Mitglied des Reichstags
- Luukkonen, Mauno (* 1934), finnischer Biathlet
- Luukkonen, Risto (1931–1967), finnischer Boxer

### Luul
- Lüül (* 1952), deutscher Gitarrist, Sänger, Texter und KomponistLüül (* 1952)

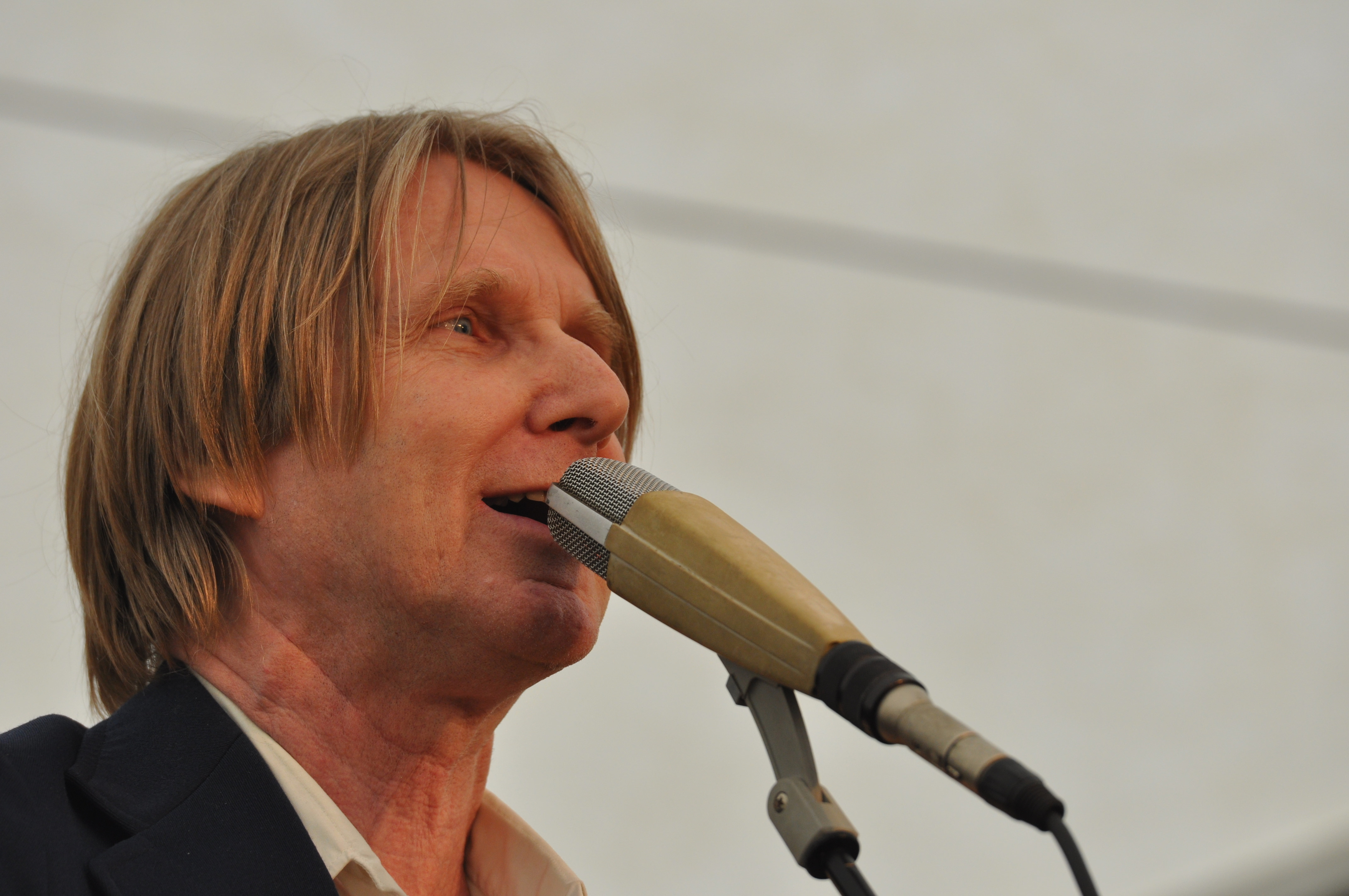
Lüül (* 1952)

### Luur
- Luure, Andres (* 1959), estnischer Mathematiker, Philosoph und Übersetzer

### Luus
- Luus, Suné (* 1996), südafrikanische Cricketspielerin
- Luusua, Ari (* 1988), finnischer Skilangläufer
- Luusua, Tapio (* 1981), finnischer Freestyle-Skisportler